# ACMAT Bastion
«Бастіон» (фр. Bastion) — французький багатоцільовий бронетранспортер виробництва компанії ACMAT, так само класифікується як броньований повнопривідний армійський автомобіль — позашляховик.
«Бастіон» поставлений в Африку, Близький Схід і Північну Америку.

## Історія
«Бастіон» побудований на шасі бронеавтомобіля VLRA, тієї ж компанії Acmat. Вперше машина була представлена у Великій Британії на виставці озброєнь DSEI у 2010 році. «Бастіон» створювався насамперед для французьких спецпризначенців, що діють в Африці, і відповідає всім вимогам збройних сил Європи, Африки та Близького Сходу. Бастіон повністю адаптований до кліматичних умов Африки і Близького Сходу, може використовуватися і в нічний час.
У 2015 році Міністерство оборони США закупило 62 БТР «Бастіон», які були вироблені в США в компанії Mack Trucks для передачі їх різним місіям, таких як АМІСОМ, що діють в африканських країнах
У 2018 році компанія Arquus, власник компанії ACMAT, підписала контракт з AM General на виробництво медичної броньованої машини для армії США на базі БТР Bastion.
У жовтні 2022 року під час російського вторгнення Франція заявила, що передасть Україні 20 бронеавтомобілів ACMAT Bastion IMV.

## Модифікації
- Bastion APC — базова версія бронетранспортера. Розрахований на перевезення групи із 5 бійців спецпризначенців. Можливе встановлення на даху виносної турелі з 12,7 мм кулеметом або бойового модуля (Тип 1530 або FLW remote weapon station[en]). Також на додаток є можливість встановити три 40-мм гранатомети типу HK GMG (два ззаду, один спереду) або три кулемети калібру 7,62 типу MG3 на цих же позиціях. Машина має протимінний захист знизу.
- Bastion Patsas (PATrouille SAS) — бронетранспортер, розроблений для сил спеціального призначення. Розрахований на перевезення групи з 5 бійців спецназу, на даху встановлено 7,62 мм кулемет. Загальна вага машини знижено до 10 тонн. PATSAS може транспортуватися повітрям вертольотом CH-47 Chinook або військово-транспортними літаками C-130 Hercules, C-160 або A400M[7].
- Bastion HM (High Mobility) — броньована транспортна машина з двигуном збільшеною до 340 л. с. потужністю та незалежною підвіскою для підвищення рухливості[8].
  - Bastion Fortress («Фортеця») — являє собою версію Bastion HM. Як і на Bastion HM, встановлений двигун потужністю 340 к. с. і змонтовано незалежну підвіску[9].
- Bastion APC Extreme Mobility — бронетранспортер, що вміщує до 8 бійців спецпризначенців. Оснащений дизельним двигуном потужністю 320 л. с. і має два 150-літрові паливні баки. Крім цього, гідропідсилювач керма, трансмісію зі ступицевими передачами з диференціалом, що самоблокується, і жорстким мостом. Система демпфування оснащена масляними демпферами, а гальмівна система (дискові гальма) має повітряне охолодження. У стандартній комплектації на передній осі встановлена антиблокувальна гальмівна система (ABS), і ззаду може бути встановлена на запит. Автомобіль оснащений чотирма шинами Michelin 365/80R 20 XZL, що дає змогу долати водні перешкоди глибиною до 1 метра. Вперше випущено у 2012 році.

## Бойове застосування
2013 рік

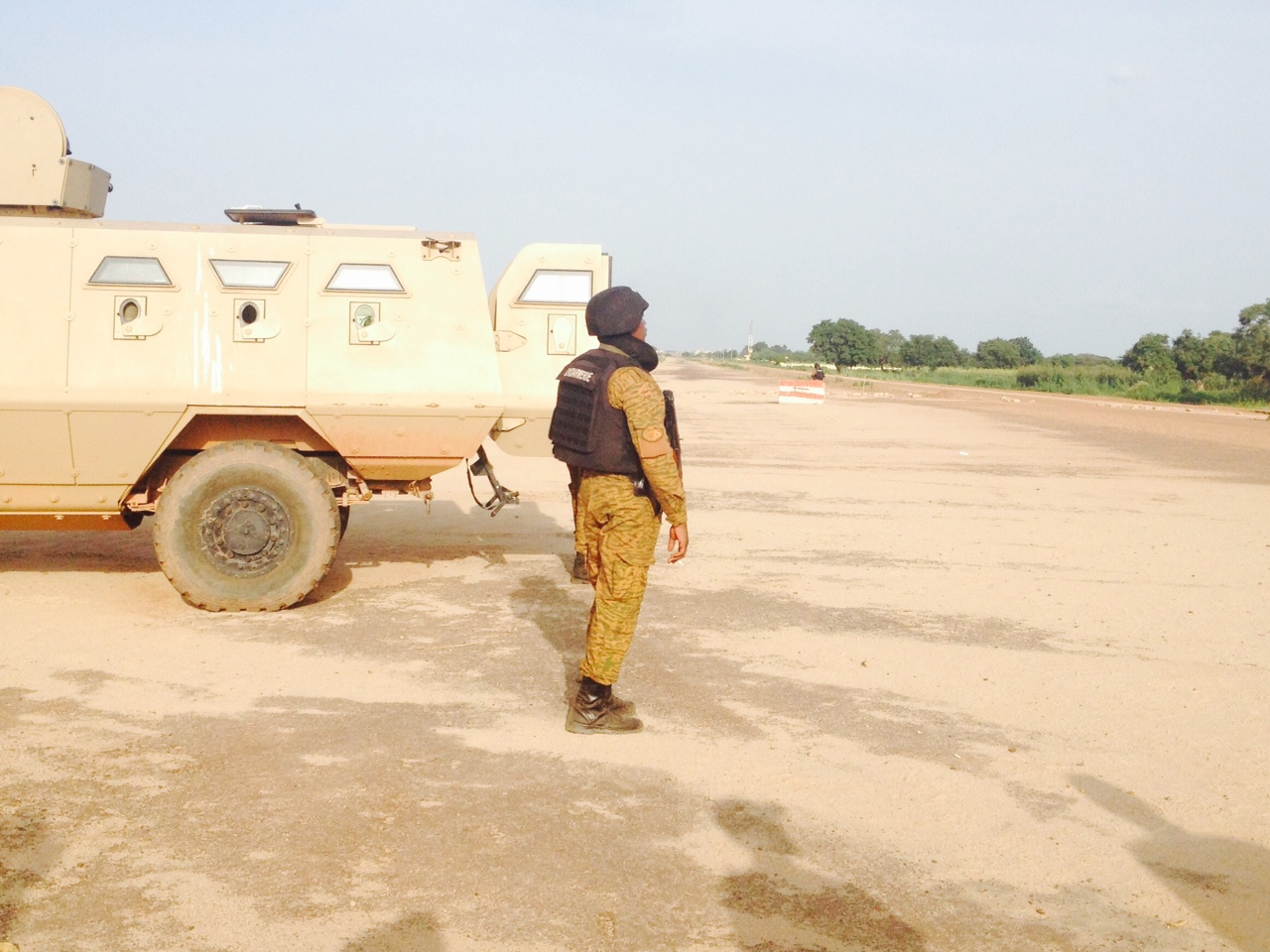
БТР «Бастіон» Національної жандармерії Буркіна-Фасо під час державного перевороту у 2015 році

Кілька «Бастіонів» модифікації PATSAS використовувалися в 2013 році чадським загоном швидкого реагування (d'action Rapide) для вторгнення в Малі (Chadian intervention in northern Mali) під час Туарегского повстання.
Також з 2013 року «Бастіони» Збройних сил Буркіна-Фасо були розгорнуті на півночі Малі та брали участь в операціях з підтримки миру та внутрішньої безпеки в цій країні під егідою MINUSMA.
2015 рік
У 2015 році армійські підрозділи Чаду знову використовували «Бастіони» під час операцій проти Боко харам на Півночі Камеруну та Нігерії (2015 West African offensive).
Повідомляється, що у 2015 році кілька «Бастіонів» Patsas Збройних сил Саудівської Аравії використовувалися під час вторгнення до Ємену.